# August Starek
August Starek (* 16. únor 1945, Vídeň) je bývalý rakouský fotbalista, záložník. V sezóně 1966/1967 byl nejlepším střelcem rakouské ligy. Po skončení aktivní kariéry působil jako trenér.

## Fotbalová kariéra
Začínal v rakouské lize v týmu 1. Simmeringer SC, odkud přestoupil do SK Rapid Vídeň, se kterým získal v roce 1967 mistrovský titul. V letech 1967-1970 hrál v německé bundeslize za 1. FC Norimberk a FC Bayern Mnichov. V Německu získal dva mistrovské tituly a jednou vítězství v německém fotbalovém poháru. Po odchodu z Bayernu hrál v Rakousku jednu sezónu za Rapid Vídeň a v další sezóně hrál druhou německou bundesligu za 1. FC Norimberk. Od roku 1972 hrál v Rakousku za LASK Linz, SK Rapid Vídeň, Wiener Sport-Club a First Vienna FC 1894. V Poháru vítězů pohárů nastoupil v 8 utkáních a dal 2 góly a v Poháru UEFA nastoupil v 6 utkáních. Za rakouskou reprezentaci nastoupil v letech 1968-1974 ve 22 utkáních a dal 4 góly.

## Ligová bilance
| Ročník                                    | Zápasy | Góly | Klub                 |
| ----------------------------------------- | ------ | ---- | -------------------- |
| Rakouská fotbalová Bundesliga 1961/1962   | 1      | 0    | 1. Simmeringer SC    |
| Rakouská fotbalová Bundesliga 1962/1963   | 7      | 0    | 1. Simmeringer SC    |
| Rakouská fotbalová Bundesliga 1963/1964   | 7      | 1    | 1. Simmeringer SC    |
| Rakouská fotbalová Bundesliga 1965/1966   | 7      | 2    | SK Rapid Vídeň       |
| Rakouská fotbalová Bundesliga 1966/1967   | 17     | 22   | SK Rapid Vídeň       |
| Německá fotbalová Bundesliga 1967/1968    | 24     | 5    | 1. FC Norimberk      |
| Německá fotbalová Bundesliga 1968/1969    | 34     | 4    | FC Bayern Mnichov    |
| Německá fotbalová Bundesliga 1969/1970    | 4      | 1    | FC Bayern Mnichov    |
| Rakouská fotbalová Bundesliga 1970/1971   | 18     | 0    | SK Rapid Vídeň       |
| 2. německá fotbalová Bundesliga 1971/1972 | 31     | 13   | 1. FC Norimberk      |
| Rakouská fotbalová Bundesliga 1972/1973   | 27     | 6    | LASK Linz            |
| Rakouská fotbalová Bundesliga 1973/1974   | 24     | 10   | SK Rapid Vídeň       |
| Rakouská fotbalová Bundesliga 1974/1975   | 30     | 6    | SK Rapid Vídeň       |
| Rakouská fotbalová Bundesliga 1975/1976   | 31     | 9    | SK Rapid Vídeň       |
| Rakouská fotbalová Bundesliga 1976/1977   | 3      | 1    | SK Rapid Vídeň       |
| Rakouská fotbalová Bundesliga 1977/1978   | 31     | 10   | Wiener Sport-Club    |
| Rakouská fotbalová Bundesliga 1978/1979   | 31     | 5    | Wiener Sport-Club    |
| Rakouská fotbalová Bundesliga 1979/1980   | 16     | 0    | First Vienna FC 1894 |
| CELKEM Německá fotbalová Bundesliga       | 62     | 10   |                      |
| CELKEM Rakouská fotbalová Bundesliga      | 250    | 72   |                      |